# فيكست
فيكست (بالإنجليزية:  Vext)‏ هو شخصية خيالية تم إنشاؤها من قبل كيث جيفن، وهونجم سلسلة كوميكس قصيرة الأجل في سنة 1999 التي نشرتها دي سي كوميكس. كتب السلسلة كيث جيفن، ورسمها مايك مكّوني، تحبير مارك ماكينا، تحريف بوب لابان وتلوين ليرنفير كنديزيرسكي مع فصل من قبل ديجيتال شاميليون لجميع الأعداد الست (مع ضيف محبر أندي «لانينج» الذي ملأ العدد 4). كانت هذه السلسلة الأخيرة التي قام بتحريرها كيفين دولي قبل أن يترك الكتب المصورة وكان يساعده هارفي ريتشاردز.

## السيرة الذاتية للشخصية الخيالية
فيكست هو إله من عالم ضحل (المعروف أيضاً بأسم بورو من اللامبالاة المثيرة للغثيان) في البانثيونز لعموم الأبعاد. وهو «الإله الراعي لسوء الحظ والمأساة،»، تم التخلص من عالمه من الوجود لأنه هو والآلهة الأخرى لم يعد يُعبد بنشاط من قبل البشرية. منذ الطفولة، كان يعاني من سوء الحظ،  حتى زار جنات عدن وعن طريق الخطأ تسببت في هبوط الأنسان وغرق التيتانيك.
أستغرق الأمر حوالي ثلاث وعشرين عامًا حتى تمت معالجة خط الآلهة من مملكة جيجون. طلب من الجميع التعاون أو مواجهة الإنهاء الفوري. يجد فيكست نفسه في غرفة انتظار، ثم يتعامل مع أخصائية ذات شارب. لا تستطيع الحصول على أسمه الصحيح وبالرغم من محاولة فيكست المساعدة، فهي تستدعي الجلادين. هم في الحقيقة يذهبون إلى الحجرة المجاورة ويقتلون الكيان الذي أخطأته الأخصائية من أجل فيكست.
أخيراً، يتم طرده ببساطة إلى عالم عشوائي، والذي يتضح ليكون أرض/ميدغارد. يتم منحه الأموال المناسبة وتدريب ليس بكثير لبدء حياة جديدة. وتم أخباره بإنه لا يستطيع التدخل في مسار الشؤون الإنسانية، ومحاولة الإستيلاء على الكوكب، أو أن يصبح بطلاً خارقاً.
يستأجر شقة، 4-A، في مبنى السيد دانفورث في مدينة دلتا، التي كانت أيضًا موطنًا لبطل خارق يعرف بأسم هاكلر (على الرغم من أنه لم يذكر أو يُرى في فيكست.) جار فيكست هي الكاتبة الطموحة كولين ماكبرايد، والتي تبذل قصارى جهدها لمساعدة فيكست للتكيف مع حياته الجديدة على الأرض (غير مدركة، بالنسبة لمعظم السلسلة، أن فيكست هو إله). على سبيل المثال، تساعده (على الأقل تحاول) على التعامل مع مفهوم البنوك وعدم دقة المالك الأصم العميق.
في العدد الأول، يزور فيكست كل من سوبرمان والملاك زوريل الذان يخبرانه بأنهم سيراقبونه. وتفترض كولين في البداية بأنهم مجرد لاعبون أدوار.
فيكست يجب عليه أيضاً أن يتعامل مع خطأ معرض قسم السيارات. وفي لحظة نادرة من «الحظ»، تُعالج كولين من همبرغر مليء بالبكتيريا الميكروسكوبية. تتعامل بيولوجيا فيكست غير الأرضية بسرعة معها، مما ينقذ الكثير من الناس الأبرياء.
الخيط الفرعي الذي يمر من خلال السلسلة غير أخلاقي، مغامر قاتل ومساعداه السفاحان اللذان يرغبان بالحصول على القوة من خلال أستغلال آلهة بسيطة مثل فيكست. وتتعامل الكثير من مغامراتهم مع إله الأنتفاخات غير اللائقة.

## آلهة العالم الضحل
| الأسم          | إله:                              | أول ظهور                          |
| -------------- | --------------------------------- | --------------------------------- |
| آرون كالدويل   | Ill-أنتفاخ البطن في الوقت المناسب | فيكست #1, تأله في فيكست #5        |
| بارغاين        | الضيوف غير المدعوين               | فيكست #1                          |
| بلازون         | الأستثارة غير المناسبة            | فيكست #1                          |
| إيكّو           | وهم سبق الرؤية                    | الملفات السرية وأصول أبطال DCU #1 |
| إروبت'ن        | بثور ليلة الحفلة الموسيقية        | الملفات السرية وأصول أبطال DCU #1 |
| غارب'ل عرب'ل   | وظائف أجتماعية لا تنتهي           | فيكست #4                          |
| ج-أنجل         | تغيير جيب الفضفاضة                | فيكست #4                          |
| موكسكاتيل      | تسويف لا ينتهي                    | فيكست #1                          |
| بلاكاتيوس      | الأعتذار المخلص                   | فيكست #1                          |
| بارامور        | ذهاب العلاقات بالخطأ بشكل جهنمي   | فيكست #4                          |
| كرتتجلبرنجرلتش | أرمجدون قريب-يتعذر نطقه غير مقصود | فيكست #1                          |
| ريبتا غود'ن    | Ill-سوء توقيت أنتفاخ البطن        | فيكست #4, صنع فاني في فيكست #5    |
| شرايك م'وتا    | الزبابة المضعفة                   | فيكست #1                          |
| تيديوم         | الثرثارون المتضخمون               | فيكست #1                          |
| تاكستاكل       | دوام الخيانة                      | الملفات السرية وأصول أبطال DCU #1 |
| فيكست          | الحادث والمصيبة                   | الملفات السرية وأصول أبطال DCU #1 |
| يامار          | الأزعاج المتواصل                  | فيكست #1                          |

## تاريخ النشر

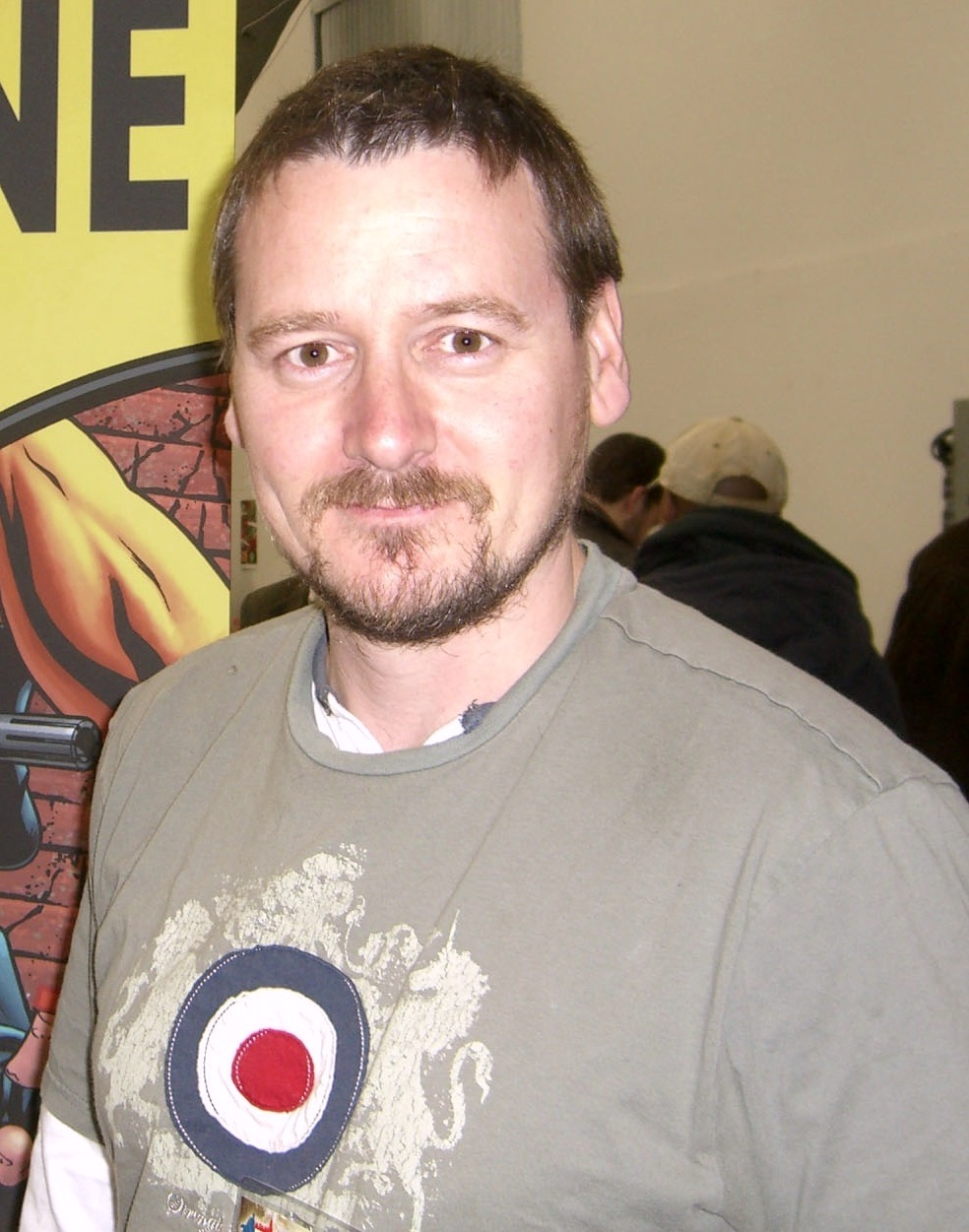
كان عمل مايك مكوني الفني معروضًا على كل غلاف وفي كل صفحة من صفحات فيكست

على نحو غير عادي لمجموعة كوميكس في عالم مملوك للناشر، كان فيكست نصف مملوك من قبل المبدعين: على الرغم من أن جميع الشخصيات الواردة في الكتاب تنتمي إلى دي سي كوميكس، أحتفظ جيفن بحقوق الطبع والنشر للقصص والرسم.
بعد الإلغاء بواسطة دي سي، تمت إعادة طباعة المسلسل باللغة الإيطالية من قبل بريس بلاي للنشر كنسخة احتياطية في سلسلة لوبو الإيطالية، الأعداد 29–34 (كانون الثاني / يناير إلى حزيران / يونيه 2000.)

## وصلات خارجية
- Vext on DC Database Project
- Borough of Mawkish Indifference fan site